# Gerrit van Weezel
Gerrit van Weezel (Amsterdam, 7 maart 1882 - Auschwitz, 30 september 1942) was een Nederlands componist en kapelmeester.

## Biografie
Van Weezel begon zijn loopbaan als pianist. In 1889 trad hij voor het eerst met een orkest op in het Paleis voor Volksvlijt in Amsterdam. Hij speelde van 1903 tot 1905 in Engeland, waarna hij twee jaar lang door Duitsland toerde. In 1912 speelde hij piano in het Amsterdamse filmtheater Nöggerath.
Met het schlagerliedje "De bruiloft van Mietje" voor zijn operette Miete-Keetje schreef hij in 1910 zijn eerste werk als componist op zijn naam. Hij heeft gewerkt met onder anderen Nap de la Mar, Willy Mullens en Henri ter Hall. Voor laatstgenoemde componeerde hij in totaal tien revuevoorstellingen. Na de oprichting van het Asta-theater in Den Haag was hij kapelmeester voor het orkest dat daar optrad. Hij nam op 14 augustus 1929 afscheid van deze functie.
Een jaar eerder componeerde hij "Op ter Olympiade", een lied dat in 1928 op de radio en in bioscopen werd gedraaid om de Olympische Spelen te promoten. In de jaren dertig maakte Van Weezel diverse stukken voor het theatergezelschap De Narren, dat onder leiding van Paula de Waart stond. In 1932 won hij een door het Carlton Hotel georganiseerde muziekwedstrijd, waaraan 508 mensen van over de hele wereld deelnamen, met zijn compositie "Wenn du liebst".
Van Weezel kwam op zestigjarige leeftijd om het leven in het concentratiekamp Auschwitz.

## Werk als componist (selectie)
- Miete-Keetje (operette, 1910)
- Koningin Wilhelminalied (lied, 1915)
- Op ter Olympiade (lied ter promotie van de Olympische Zomerspelen 1928)[3]
- Asta Marsch (uitgebracht op een Hollandia muziekrol)
- London-Melbourne (mars, 1934?, opgedragen aan de bemanning van de Uiver)
- Dwaze vrouwen! (foxtrot)
- Gevluchte filmsterren (kindervoorstelling, 1936)[7]
- Paprika (operette, 1938)[8]